# Клятле
 Клятле  — деревня в Нижнекамском районе Татарстана. Входит в состав Шингальчинского сельского поселения.

## География
Находится в центральной части Татарстана на расстоянии приблизительно 6 км по прямой на юг-юго-восток от районного центра города Нижнекамск у речки Аланка.

## История
Известна с 1678 года. Построена Петропавловская часовня.

## Население
Постоянных жителей было: в 1870—280, в 1913—638, в 1920—671, в 1926—696, в 1938—478, в 1949—433, в 1958—368, в 1970—458, в 1979—230, в 1989—116, в 2002 − 91 (татары 65 %, кряшены 29 %), 60 в 2010.